# Tungri
Tungri ali Tongri so bili pleme ali skupina plemen, ki so v Rimskem  cesarstvu živela v belgijskem delu Galije. Njihovo ozemlje znotraj Rimskega imperija se je  imenovalo Civitas Tungrorum. Po njih se imenuje več krajev v Belgiji, Nemčiji in na Nizozemskem, vključno s Tongerenom v Belgiji, ki se je v rimskem času imenoval Atuatuca in je bil glavno mesto njihove province Civitas Tungrorum, pa tudi mestom Tongerle in opatijo Tongerlo.

## Izvor
Tacit v svoji knjigi Germania pripominja, da so se Tungri, ki so imeli stike z Galci, sprva imenovali Germani. Tacitova trditev je bila  predmet pogostih razprav. Izraz Germani  je bil vsekakor nov in naj bi ga Tungri uporabljali za ljudstva vzhodno od Rena, a je vsekakor kmalu prišel v široko rabo.
Julij Cezar nekaj generacij pred Tacitom Tungrov ne omenja in pravi, da so ozemlju kasnejših Tungrov živeli Kondrusi, Eburoni, Kerozi in Pemani s skupnim imenom Germani. Na tem ozemlju so živeli že pred kimbrsko vojno (113-101 pr. n. št.). Vsi so sodelovali v uporu Belgov proti Cezarju, v katerem so bili najpomembnejši Eburoni. Eburone, ki so očitno živeli na vzhodu do Kölna, sta vodila Ambioriks in Kativolk. V bližini omenjenih plemen so živeli tudi Aduatuki, po Cezarjevem mnenju potomci Kimbrov in Tevtonov. Potomci Aduatukov, če sploh, so domnevno živeli med Tungri. 
Že med Cezarjevo kampanjo so Tenkteri in Usipeti prečkali Ren in ropali živino na ozemlju Menapov, Eburonov in Kondruzov, kar je dalo Cezarju izgovor za nov vojaški poseg na tem območju. Roparje je  zasledoval  čez Ren, kjer so se mu pridružili Sikambri. Kasneje je Cezar spodbudil Sikambre, da plenijo na ozemlju Eburonov.  Na plemena, ki so prečkala Ren in postala del rimske Spodnje Germanije, je očitno močno vplivala galska kultura. Nekatera so začela uporabljati galska osebna in plemenska imena. 
Ko je to območje postalo del Rimskega imperija, je Tiberij prisilil nekaj plemen z desnega brega Rena, vključno s Sikambri in Ubijci, da so se naselila na severovzhodu Galije. V romaniziranih provincah so se priseljence združili s staroselci, ki so tam živeli že pred Cezarjem. V tem času so nastali Tungri in druga plemena v Spodnji Germaniji. Rimska Civitas Tungrorum je bila manjša od območja, ki ga je Cezar pripisal zgodnejšim Cisrenskim Germanom. Urejena je bila kot vojaška meja in vsaj delno poseljena z vojaki in priseljenci z druge obale Rena. 
Natančna zgodovina posameznih plemen ni znana. Severno od Tungrov v delti Rena in Meuse so živeli Batavi, podobna nova tvorba, ki so jo očitno sestavljali prišleki Hati in morda Eburoni.  Severovzhodno od Tungrov ob Renu so živeli Cugerni, za katere se domneva, da so bili Sikambri, okoli Kölna in Bonna pa Ubijci.

## Ozemlje
Plinij starejši je bil prvi, ki je omenil Tungre kot državljane rimske Belgijske Galije. V svojem Naravoslovju omenja, da je bil na njihovem ozemlju
zelo znan izvir, ki se iskri, ko vre navzven z neštetimi mehurčki, in ima okus po železu, ki se zazna šele, ko se voda popije. Voda je močno odvajalno sredstvo, zdravi tercijske mrzlice in razbija sečne kamne. Med segrevanjem postane motna in nazadnje rdeča.
Domneva se, da se opis nanaša na dobro znane vrelce Spa v provinci Liège ali na vrelce v Tongerenu z veliko vsebnostjo železa, ki se zdaj imenujejo Plinijev izvir.
Tako Plinijeva kot Ptolemajeva Geografija sta razen za prestolnico Tongeren  nejasni glede natančnih meja ozemlja Tungrov, oba pa sta jih postavila na ozemlje vzhodno od Šelde, severno od Ardenskega gozda (Arduenna Silva) in nekako v sredino spodnje Meuse. 
Pod Rimljani je Civitas Tungrorum najprej spadal v Belgijsko Galijo. Ko je bila provinca kasneje razdeljena, je njen severovzhodni del pripadel Spodnji Germaniji (Germania Inferior), ostali del pa Drugi Germaniji (Germania Secunda).

## Tungri v Rimskem cesarstvu
Tacit v svoji Zgodovini omenja dve kohorti Tungrov, ki sta sodelovali v državljanski vojni leta 69 n. št. 
Tungri so bili omenjeni v Notitia dignitatum, dokumentu iz zgodnjega 5. stoletja, v katerem so bili navedeni vsi vojaški in vladni položaji v poznem Rimskem cesarstvu. Dokument omenja tribuna I. kohorte Tungrov, nameščenega v Vercoviciumu (Housesteads, Northumberland) na Hadrijanovem zidu, kjer je bil od leta 205/208. 
II. kohorta Tungrov, imenovana tudi milliaria equitata, nominalno 1000 mož, je bila od leta 159 do približno 184 nameščena v utrdbi Birrens. 
IV. kohorta  Tungrov je imela v 2. stoletju sedež v Abusini.
Tavzij, rimski vojak, ki je ubil cesarja Pertinaksa, je bil Tunger. 

## Vera
Boginja Vihansa, ime verjetno pomeni 'sveto božanstvo', je omenjena na bronasti plošči, najdeni blizu Tongerena. Ploščo je vgraviral stotnik, ki je božanstvu posvetil svoj ščit in sulico.